# Teoria do equilíbrio geral

Excedente dos consumidores e os produtores no ponto de equilíbrio para as curvas de oferta e demanda.

A teoria do equilíbrio geral visa explicar o comportamento da oferta, da demanda e dos preços em uma economia constituída de vários mercados interagentes, buscando provar que a interação entre demanda e oferta  resultará no equilíbrio geral. A teoria do equilíbrio geral contrasta com a teoria do  equilíbrio parcial, que analisa mercados isolados.
A teoria do equilíbrio geral  tanto estuda as economias usando o modelo de determinação de preços de equilíbrio como procura determinar em quais circunstâncias os pressupostos do equilíbrio geral são válidos. A teoria data dos anos 1870, quando o economista francês Léon Walras  publica seu trabalho pioneiro, Éléments d'économie politique pure ou Théorie de la richesse sociale (1874).

## Generalidades
A  teoria do equilíbrio geral  é um ramo da teoria microeconômica. Trata de dar uma explicação global do comportamento da produção, do consumo e da formação de preços em uma economia com vários mercados.
O equilíbrio geral tenta dar uma explicação do particular ao geral (bottom-up), começando com os mercados e agentes individuais, enquanto que a macroeconomia, segundo o expressado pelos economistas keynesianos, emprega uma visão do geral ao particular (top-down), onde a análise começa pelos componentes mais destacados. Posto que a macroeconomia acentuou fundamentos microeconômicos, esta distinção foi-se diluindo. Contudo, muitos modelos macroeconômicos têm um 'mercado de bens' e estudam, por exemplo, sua interação com o mercado financeiro. Os modelos gerais do equilíbrio costumam incluir diversos mercados de bens. Os modelos gerais modernos do equilíbrio são complexos e requerem computadores para ajudar a encontrar soluções numéricas.
Em um sistema de mercado, os preços e a produção de todos os bens, incluindo o preço do dinheiro e o juro, estão relacionados. Uma mudança no preço de um bem, por exemplo o pão, pode afetar outro preço (por exemplo, os salários dos padeiros). Se o gosto do pão depende de quem seja o padeiro, a demanda do pão pode se ver afetada por uma mudança nos salários dos padeiros e, por conseguinte, no preço do pão. Na teoria, calcular o preço do equilíbrio de um só bem requer uma análise que considere todos os milhões de diversos bens que estão disponíveis.

## História dos modelos de equilíbrio geral
Uma das primeiras tentativas dos economistas neoclássicos para estipular preços para uma economia completa foi feita por Léon Walras.
O equilíbrio geral walrasiano refere-se à situação em que há igualdade entre oferta agregada e demanda agregada nos mercados de bens e de fatores. Esse equilíbrio é garantido por um vetor de preços responsável pela igualdade.
Em seu livro Elementos da Economia Pura, Walras fornece uma série de modelos,  cada um levando em conta um crescente número de variáveis componentes de uma economia real (duas mercadorias, várias mercadorias, produção, crescimento, dinheiro).
Assim, Walras acabou criando um programa de pesquisas que resultou na teoria da utilidade marginal, muito influente entre os economistas do século XX. Particularmente, a pauta de Walras inclui investigações sobre quando o equilíbrio é único e estável. Ele se ocuparia sobretudo do equilíbrio mediante o mecanismo de preços.

### O leiloeiro walrasiano
Walras propõe representar a formação de preços a partir de um procedimento simples, mas centralizado,  que evita qualquer distorção nos preços e assegura que cada bem tenha um preço único. O procedimento baseia-se na existência de um "centro" do mercado, que   Walras denomina commissaire-priseur (em português, "leiloeiro") e que tem a tarefa de, primeiramente, anunciar os preços dos bens; em segundo lugar, de recolher os planos de oferta e de demanda dos indivíduos; em terceiro lugar, de assegurar que nenhuma troca aconteça antes que todos os preços de equilíbrio tenham sido determinados. O leiloeiro walrasiano é, portanto, aquele que harmoniza oferta e demanda, num mercado de concorrência perfeita, cabendo-lhe também assegurar a total transparência do mercado e a ausência de custos de transação. 
Num mercado competitivo, o equilíbrio seria alcançado a partir de um preço em que a oferta igualasse a demanda (ou procura). Através de um processo denominado tâtonnement (em português, "tateio", do verbo "tatear"), é estabelecido esse preço de equilíbrio  para cada uma das mercadorias, chegando-se assim ao equilíbrio geral.  Para demonstrar como esse preço de equilíbrio é determinado, Walras utiliza o conceito de prix crié au hasard, ou seja, o preço apregoado em leilão. Os preços são, inicialmente, congelados, e os agentes registram o quanto de cada bem eles pretendem oferecer (oferta) ou comprar (demanda). Se, àquele preço, a oferta e a procura do bem não se igualarem, apregoa-se um outro preço, que pode ser mais baixo (se houver excesso de oferta daquele bem) ou  mais alto (se houver excesso de demanda). Repete-se o procedimento até que se chegue à igualdade entre oferta e demanda daquele bem, ou seja, até que se chegue ao seu preço de equilíbrio.

## Prova da existência de equilíbrio
Existência é a primeira questão a ser respondida pela teoria de equilíbrio geral e pode ser entendido como um teste de coerência sobre a análise dos mercados. Assegurar a existência de um equilíbrio garante que o modelo matemático é adequado aos propósitos a que se destina.
A existência de um equilíbrio walrasiano pode ser estabelecida sob condições bastante gerais, mas a demonstração abaixo se restringe a uma economia de trocas puras (ou seja, em uma economia (hipotética) em que não haja possibilidade de produção e na qual os agentes possuem uma dotação inicial que é usada em trocas e para consumo) modelada por funções excesso de demanda.
A prova matemática de existência de equilíbrio utiliza o conceito de função excesso de demanda e e teorema do ponto fixo de Kakutani. Suponha:
- Uma função excesso de demanda definida para todos os vetores de preços estritamente positivos p.
- Uma economia de trocas puras em que a dotação inicial agregada é estritamente positiva, ou seja, a economia contém uma quantidade positiva de todos os L bens.
- Todos os consumidores têm preferências contínuas, estritamente convexas e fortemente monótonas.

Portanto, o sistema de equações z(p)=0 tem solução, o que garante que um equilíbrio walrasiano existe para esta economia.
A prova desta proposição consiste em cinco passos:
1:Vamos normalizar o vetor de preços de tal maneira que seus elementos somem 1. Isso não causará perda de generalizada pois a função z(p) é homogênea de grau zero. Seja o 1-simplex em {\displaystyle \mathbb {R} ^{L}} um conjunto de vetores de preços: 
{\displaystyle \Delta =\left[p\in \mathbb {R} _{+}^{L}:\sum _{l=1}^{L}p_{l}=1\right]}.
O interior deste simplex é, portanto, o conjunto dos vetores de preço do simplex que tenham todos os elementos estritamente positivos:
{\displaystyle Interior\Delta =\left[p\in \Delta :p_{l}\gg 0,\forall l\right]}.
2:Construção de uma correspondência de ponto fixo para os vetores de preço p que pertencem à fronteira do simplex (ou seja, que não pertencem ao interior do simplex). Vamos chamar esta correspondência de f.
3:um ponto fixo de f é um equilíbrio.
4:A correspondência de ponto fixo f é convexa e hemi contínua superior.
5:Existe um ponto fixo.

## Equilíbrio de Arrow Debreu
Um caso particular do equilíbrio walrasiano é o equilíbrio com incerteza, ou seja, aquele em que os agentes não têm conhecimento total do futuro . Sejam:
1. Um número S de estados da natureza, ou seja, tudo o que pode acontecer (todos os resultados possíveis da incerteza). Por exemplo, s1 pode ser um futuro que inclua "passar no vestibular, chover bem nas lavouras de café, nevar em Campos do Jordão e o time de futebol x ganhar", e s2 pode ser bem parecido, por exemplo "passar no vestibular, chover pouco nas lavouras de café, nevar em Campos do Jordão e o time de futebol x ganhar".
2. A matriz de dimensão {\displaystyle {\color {Red}L}X{\color {OliveGreen}S}} de commodities contingentes {\displaystyle x={\begin{bmatrix}x_{{\color {Red}1}{\color {OliveGreen}1}}&x_{{\color {Red}1}{\color {OliveGreen}2}}&\cdots &x_{{\color {Red}1}{\color {OliveGreen}S}}\\\vdots &\vdots &\ddots &\vdots \\x_{{\color {Red}L}{\color {OliveGreen}1}}&x_{{\color {Red}L}{\color {OliveGreen}2}}&\cdots &x_{{\color {Red}L}{\color {OliveGreen}S}}\end{bmatrix}}} que denota as {\displaystyle {\color {Red}L}} commodities da economia e os {\displaystyle {\color {OliveGreen}s}} estados da natureza. O elemento {\displaystyle x_{{\color {Red}1}{\color {OliveGreen}1}}} da matriz, por exemplo, é um título que garante o recebimento do bem {\displaystyle {\color {Red}1}} se o estado {\displaystyle {\color {OliveGreen}1}} ocorrer.
3. Vamos assumir uma hipótese bastante forte, de que todos os títulos {\displaystyle x_{{\color {Red}l}{\color {OliveGreen}s}}} têm um preço, que denotaremos {\displaystyle p_{{\color {Red}l}{\color {OliveGreen}s}}}. Isto quer dizer que os consumidores podem pagar o preço {\displaystyle p_{{\color {Red}1}{\color {OliveGreen}1}}} para receber {\displaystyle x_{{\color {Red}1}{\color {OliveGreen}1}}} se o estado {\displaystyle {\color {OliveGreen}1}} ocorrer. Se este estado não ocorrer, ele paga mas não recebe nada.
4. A matriz de dimensão {\displaystyle {\color {Red}L}X{\color {OliveGreen}S}} de dotações contingentes para cada consumidor i {\displaystyle \varpi _{i}={\begin{bmatrix}\varpi _{i{\color {Red}1}{\color {OliveGreen}1}}&\varpi _{i{\color {Red}1}{\color {OliveGreen}2}}&\cdots &\varpi _{i{\color {Red}1}{\color {OliveGreen}S}}\\\vdots &\vdots &\ddots &\vdots \\\varpi _{i{\color {Red}L}{\color {OliveGreen}1}}&\varpi _{i{\color {Red}L}{\color {OliveGreen}2}}&\cdots &\varpi _{i{\color {Red}L}{\color {OliveGreen}S}}\end{bmatrix}}}. Isto significa que, se o estado {\displaystyle {\color {OliveGreen}1}} ocorrer, o consumidor receberá o vetor de dotações {\displaystyle {\begin{bmatrix}\varpi _{i{\color {Red}1}{\color {OliveGreen}1}}\\\vdots \\\varpi _{i{\color {Red}L}{\color {OliveGreen}1}}\end{bmatrix}}}.
5. A matriz (de dimensão {\displaystyle 1X{\color {OliveGreen}S}}) de utilidades de cada consumidor "i" definida por {\displaystyle {\begin{bmatrix}u_{i{\color {OliveGreen}1}}&u_{i{\color {OliveGreen}2}}&\cdots &u_{i{\color {OliveGreen}s}}\end{bmatrix}}}, sendo que {\displaystyle u_{i{\color {OliveGreen}1}}} é a valor da utilidade obtida pelo consumidor "i" pelo consumo das quantidades recebidas dos L bens na ocorrência do estado {\displaystyle {\color {OliveGreen}1}}, ou seja, as quantidades {\displaystyle {\begin{bmatrix}x_{i{\color {Red}1}{\color {OliveGreen}1}}\\\vdots \\x_{i{\color {Red}L}{\color {OliveGreen}1}}\end{bmatrix}}}.
6. Assumindo que o consumidor "i" atribui uma possibilidade de ocorrência {\displaystyle \pi _{i{\color {OliveGreen}s}}} a um certo estado {\displaystyle {\color {OliveGreen}s}}, a utilidade do consumidor antes da resolução da incerteza é dada por:

{\displaystyle \sum _{s=1}^{S}\pi _{i{\color {OliveGreen}s}}\times u_{i{\color {OliveGreen}s}}}, ou seja, uma média ponderada das utilidades que o consumidor atingirá em cada estado.
1. Um vetor (de dimensão {\displaystyle {\color {Red}L}X1}) de produção contingente {\displaystyle y_{j}={\begin{bmatrix}y_{j{\color {Red}1}{\color {OliveGreen}s}}\\\vdots \\y_{j{\color {Red}L}{\color {OliveGreen}s}}\end{bmatrix}}} que denota a produção líquida (insumos usados menos produção final) de cada um dos L bens na ocorrência do estado {\displaystyle {\color {OliveGreen}s}}. Assumimos que este vetor é factível, ou seja, que é possível produzir liquidamente estas quantidades na ocorrência deste evento.

Nas condições acima descritas, uma determinada alocação econômica e um sistema de preços para as commodities contingentes constituirão um equilíbrio de Arrow Debreu se:
- Cada firma maximizar o lucro;
- cada consumidor consumir toda a sua "renda" (dotação), ou trocá-la por bens que deseja e consumi-los inteiramente;
- a quantidade consumida total da economia for igual à produção líquida total mais a dotação inicial. Isso deve valer para cada um dos L bens.